# Dewasari
Dewasari is een bestuurslaag in het regentschap Ciamis van de provincie West-Java, Indonesië. Dewasari telt 7135 inwoners (volkstelling 2010).